# 4 mai dans les chemins de fer
4 avril 4 juin
Chronologies thématiques
- Croisades
- Sports
- Disney

Cette page concerne les événements qui se sont déroulés un 4 mai dans les chemins de fer.

## Événements

### XXesiècle
- 1920. Espagne : ouverture des embranchements de Villaseca (es) à Villablino et de Villablino à Caboalles de Arriba (Sociedad Minera-Siderurgica de Ponferrada S.A.)
- 1940. France : Déraillement du train Aurillac-Paris sur la ligne de Montluçon à Bourges à la suite d'un effondrement du remblai dû à de fortes inondations, 33 morts.